# ラシエット・オ・ブール

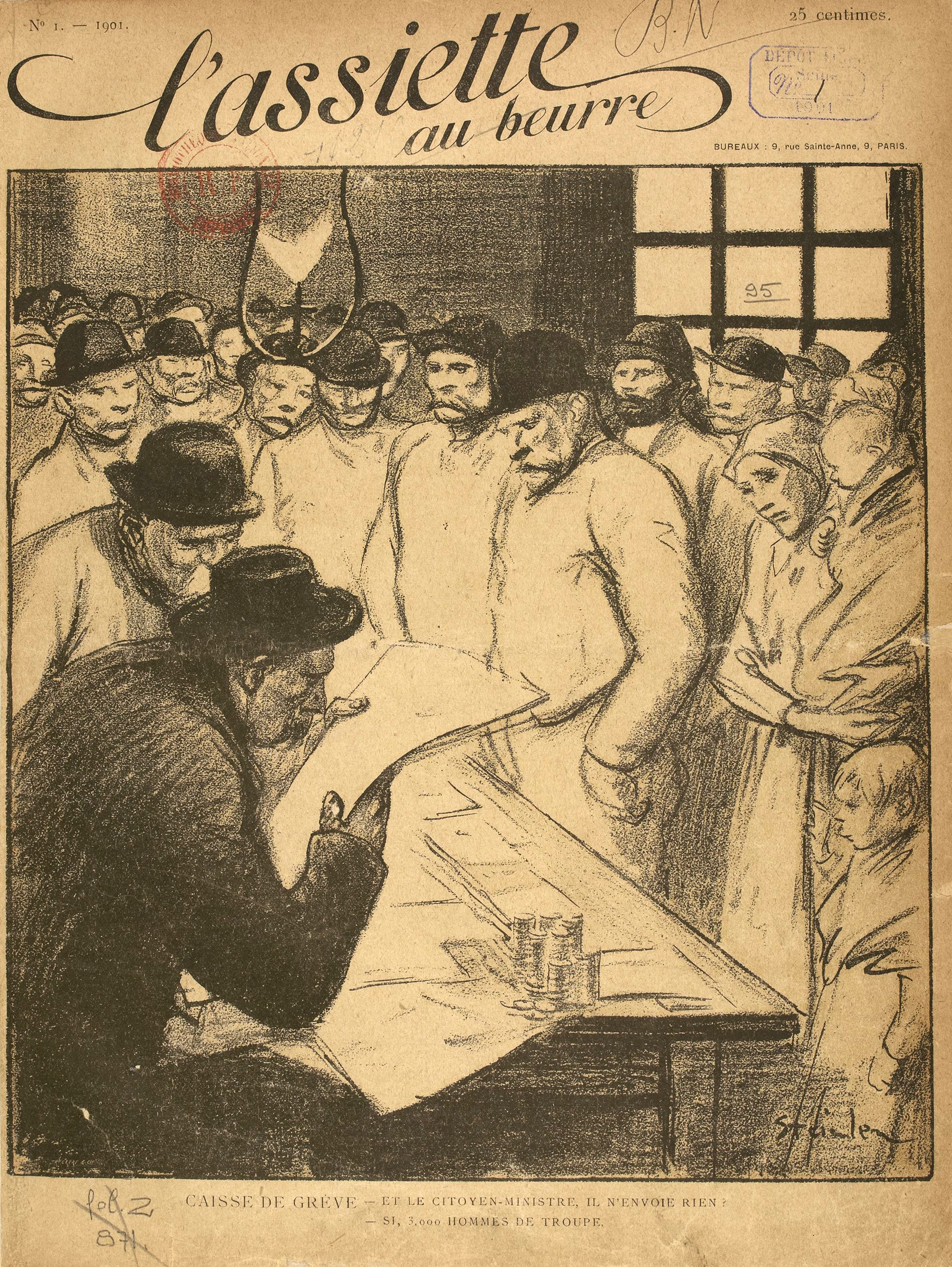
創刊号の表紙

ラシエット・オ・ブール（フランス語:L'Assiette au Beurre、原義は「バター皿」、政治的な利権を示す俗語で、日本語の「うまい汁」にあたるとされる。）は20世紀の初めのフランスで、1901年から1912年の間、刊行された週刊の絵入り風刺雑誌である。1936年になって短期間、月刊誌として復刊された。

## 概要
創刊者は、ハンガリーからフランスに帰化したユダヤ人、シュワルツ（Samuel Sigismond Schwarz）によって創刊された。シュワルツは別の雑誌「フル・フル」（Le Frou Frou）の編集者だった。1901年4月4日に出版された創刊号は、すでに挿絵画家として有名になっていたテオフィル・スタンランが表紙絵を描き、ジャン・ヴェベ、アドルフ・ウィレット、シャルル・レアンドル、アンリ・ギュスターヴ・ジョソらの有名な画家、イラストレーターの絵が掲載された。
当時のフランスの世相は軍備の拡大やプロイセンに対する報復を主張する国家主義の主張、労働運動や女性運動など急進的な論争の中にあったので、内容はしばしば、無政府主義的な主張もあらわれた。

## 表紙絵
- 1901年
- 1901年
- 1902年
(画)フェリックス・ヴァロットン
- 1905年
(画)ガブリエーレ・ガランターラ
- 1907年
- 1912年

## 関係した主な画家、執筆者

### 画家、イラストレーター
- ジャック・ヴィヨン
- ジャン・ヴェベ
- ガブリエーレ・ガランターラ
- アルベール・ギョーム
- ジュール＝アレクサンドル・グリューン
- アンリ・ジェルボー
- テオフィル・アレクサンドル・スタンラン
- ノエル・ドーヴィル
- アベル・フェーブル